# Jozef Szabo
Jozef Szabo (Budapest, Hungría, 10 de marzo de 1969) es un nadador húngaro retirado especializado en pruebas de estilo braza, donde consiguió ser campeón olímpico en 1988 en los 200 metros y campeón mundial en 1986.

## Carrera deportiva
En los Juegos Olímpicos de Seúl 1988 ganó la medalla de oro en los 200 metros estilo braza, con un tiempo de 2:13.52 segundos, por delante del británico Nick Gillingham y del español Sergio López Miró.
Y en el Campeonato Mundial de Natación de 1986 celebrado en Madrid también ganó la medalla de oro en la misma prueba.

## Palmarés internacional
| Juegos Olímpicos               | Juegos Olímpicos      | Juegos Olímpicos  | Juegos Olímpicos |
| Año                            | Lugar                 | Medalla           | Prueba           |
| ------------------------------ | --------------------- | ----------------- | ---------------- |
| 1988                           | Seúl (Corea del Sur)  | Medalla de oro    | 200 m braza      |
| Campeonato Mundial de Natación |                       |                   |                  |
| Año                            | Lugar                 | Medalla           | Prueba           |
| 1986                           | Madrid (España)       | Medalla de oro    | 200 m braza      |
| Campeonato Europeo de Natación |                       |                   |                  |
| Año                            | Lugar                 | Medalla           | Prueba           |
| 1987                           | Estrasburgo (Francia) | Medalla de oro    | 200 m braza      |
| 1987                           | Estrasburgo (Francia) | Medalla de plata  | 400 m estilos    |
| 1989                           | Bonn (RFA)            | Medalla de bronce | 200 m braza      |